# Насос-мотор
Насос-мотор — гидравлическая машина, предназначенная для работы как в качестве насоса, так и в качестве гидромотора.

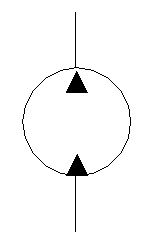
Условное графическое обозначение нереверсивного насос-мотора

В качестве мотор-насосов могут использоваться шестерённые, аксиально-плунжерные, радиально-плунжерные, пластинчатые гидромашины.
Свойство гидравлических машин работать как в режиме гидромотора, так и в режиме насоса называется обратимостью. Для того, чтобы гидравлическая машина обладала свойством обратимости, необходимо внесение изменений в конструкцию машины. Например, у пластинчатой гидромашины под пластинами обязательно должны находиться пружины, чтобы гидромашина могла работать не только в качестве насоса, но и в качестве гидромотора. Это обстоятельство отличает гидравлические машины от электрических машин — любой генератор электрической энергии может работать в качестве двигателя и наоборот, кроме асинхронных двигателей.
Мотор-насосы применяются в системах объёмного гидропривода, в частности, при использовании объёмных способов синхронизации движения.